# Jagdfliegerführer Ostpreußen
Jagdfliegerführer Ostpreußen war ab dem 15. September 1943 die Bezeichnung einer Dienststellung bzw. einer Kommandobehörde auf Brigadeebene der deutschen Luftwaffe im Zweiten Weltkrieg. Ihre Hauptaufgabe war die Luftraumverteidigung in Ostpreußen.

## Geschichte
Die Kommandobehörde des Jagdfliegerführers Ostpreußen wurde am 15. September 1943 in Neuhausen aufgestellt. Sie führte die Tagjagd- und Nachtjagdverbände, die in Ostpreußen stationiert waren und nahm die Luftraumverteidigung in diesem Bereich wahr. Sie war anfangs der 1. Jagd-Division des I. Jagdkorps des Luftwaffenbefehlshabers Mitte (ab 5. Februar 1944 Luftflotte Reich) unterstellt. Ab Januar 1945 war sie der Luftflotte 6 direkt zugeteilt. Am 3. Februar 1945 erfolgte die Auflösung der Kommandobehörde.

## Jagdfliegerführer
| Dienstgrad     | Name                     | Datum                                |
| -------------- | ------------------------ | ------------------------------------ |
| Major          | Hans-Heinrich Brustellin | 15. September 1943 bis 31. März 1944 |
| Oberstleutnant | Karl-Gottfried Nordmann  | 1. April 1944 bis 30. September 1944 |

## Unterstellte Verbände
| 29. November 1944          | Flugzeuge | Flugzeuge | Flugzeugtypen                            | Liegeplatz | Lage                |
| 29. November 1944          | Soll      | Ist       | Flugzeugtypen                            | Liegeplatz | Lage                |
| Stab/Nachtjagdgeschwader 5 | 4         | 3         | Junkers Ju 88G-1                         | Jesau      | 54.561111 20.6      |
| I./Nachtjagdgeschwader 5   | 37        | 26 19     | Junkers Ju 88G-1 Junkers Ju 88G-6        | Jesau      | 54.561112 20.6      |
| IV./Nachtjagdgeschwader 5  | 37        | 47 8      | Messerschmitt Bf 110G-4 Junkers Ju 88G-1 | Powunden   | 54.890028 20.592611 |

Anmerkungen
1. ↑  Sollstärke nach Kriegsausrüstungsnachweis
2. ↑  Iststärke (die tatsächlich in der Einheit vorhandenen Flugzeuge)